# 茹科夫斯基变换

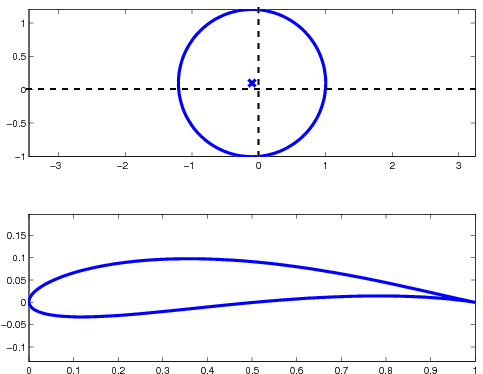
圆形（上）经茹科夫斯基变换得到茹科夫斯基翼型（下）

茹科夫斯基变换（英語：Joukowsky transform）是一种用于翼型设计的共形映射，以俄罗斯科学家尼古拉·叶戈罗维奇·茹科夫斯基的名字命名（不过最初是由德国数学家奥托·布卢门塔尔提出的）。
该变换为
{\displaystyle z=\zeta +{\frac {1}{\zeta }}}
这一变换将原空间中的复变量{\displaystyle \zeta =\chi +i\eta }映射为新空间中的复变量{\displaystyle z=x+iy}。
在空气动力学中，茹科夫斯基变换可以用来求解绕茹科夫斯基翼型的二维势流。所谓茹科夫斯基翼型，是指{\displaystyle \zeta }平面中的圆经茹科夫斯基变换在z平面中得到的形状。改变圆心坐标可以改变所得翼型的形状。点{\displaystyle \zeta }=-1在圆的内部，而点{\displaystyle \zeta }=1则在圆上。
茹科夫斯基翼型的后缘处为一尖点。茹科夫斯基变换可以看成是卡门－特雷夫茨变换（Kármán-Trefftz transform）的特例。卡门－特雷夫茨翼型的后缘角是可变的，当后缘角为0时，即是茹科夫斯基翼型。